# Yukou, Shanxi
Yukou (kinesiska: 峪口, 峪口乡) är en socken i Kina. Den ligger i provinsen Shanxi, i den norra delen av landet, omkring 62 kilometer söder om provinshuvudstaden Taiyuan.
Genomsnittlig årsnederbörd är 676 millimeter. Den regnigaste månaden är juli, med i genomsnitt 238 mm nederbörd, och den torraste är december, med 3 mm nederbörd.